# Borghesové

Erb Borghesů

Borghesové (italsky Borghese) jsou italský knížecí rod původem ze Sieny, kde je doložen k roku 1238, který později patřil k papežské šlechtě v Římě. Z rodu mimo jiné pocházel papež Pavel V. a další vysocí církevní hodnostáři, například kardinál Scipione Caffarelli-Borghese. Pavel V. zanechal erb Borghesů nad portikem chrámu sv. Petra v Římě a roku 1605 povýšil svůj rod na dědičná knížata z Montecompatri.